# Pierre de Ram
Pour les articles homonymes, voir RAM.
Pierre François Xavier de Ram, né à Louvain le 2 septembre 1804 et mort dans la même ville le 14 mai 1865, est un prélat et historien belge, surtout connu pour avoir été le premier recteur magnifique de l'université catholique de Louvain.
Il était membre de l'Académie royale de Belgique et professeur invité de la Bayerische Akademie der Wissenschaften à Munich.  Il avait été également membre de l'Académie catholique de Rome.

## Biographie
Pierre de Ram fit ses humanités au petit séminaire de Malines, où il obtint son diplôme à dix-sept ans. Il s'inscrivit ensuite à l'université d'État de Louvain où il suivit les cours de la faculté de philosophie et lettres, qu'il interrompit pour entrer au séminaire de Malines, où il fut ordonné prêtre en 1827. Il a enseigné et a été archiviste de l'archidiocèse de Malines. Guillaume Ier des Pays-Bas, qui régnait alors, tentait autant que possible de limiter le pouvoir du clergé. De Ram s'est opposé à cela en se basant principalement sur des travaux du XVIIIe siècle.

## Combat contre le protestantisme
Il a été en outre un adversaire actif du protestantisme aux Pays-Bas, entre autres par la publication de travaux comme Levens van de voornaemste Heyligen en roemweerdige peersonen der Nederlanden. Il a également obtenu la renommée comme hagiographe.

## Action politique
Vers l'époque de l'indépendance belge, Pierre de Ram s'est appliqué à former une coalition entre les catholiques et les libéraux contre le roi des Pays-Bas. Pourtant il refusa de participer lui-même au système politique après l'indépendance pour se consacrer entièrement à sa carrière académique.

## La nouvelle université catholique de Malines puis de Louvain
En 1817, le roi Guillaume Ier fonde dans les provinces du sud du royaume uni des Pays-Bas, dépourvues d'enseignement supérieur, trois Universités d'État, à Gand, à Liège et à Louvain. Après l'indépendance de la Belgique en 1830 ces trois universités ont continué à fonctionner et ont été intégrées à l'enseignement supérieur en Belgique. Il n'y avait donc dans le nouveau royaume de Belgique que des universités d'État et aucune université libre catholique. Pour cette raison l'épiscopat belge décida de créer en 1834 une université catholique à Malines dirigée par l'abbé de Ram. Par la suite, lors de la réorganisation de l'enseignement supérieur en Belgique, la loi votée le 27 septembre 1835 supprima définitivement l'université d'État de Louvain qui ferma ses portes le 15 août 1835. La ville de Louvain n'ayant désormais plus d'université l'épiscopat décida de transférer en 1835 l'université malinoise à Louvain où elle prit alors le nom d'université catholique de Louvain et où elle fut installée solennellement le 1er décembre 1835 . Celle-ci n'a aucun lien avec l'État et est une institution entièrement privée. Pierre de Ram, veut, dans l'esprit de la reconquête catholique instaurée par Grégoire XVI, en faire un rempart qui puisse s'opposer « aux ennemis de la religion » et faire obstacle « au progrès de ces funestes doctrines qui depuis un demi-siècle ont ébranlé les bases de la société ».
Pierre De Ram en est resté recteur jusqu'à sa mort en 1865.

## Titres et décorations
- Protonotaire apostolique « ad instar participantium » (1854)
- Chanoine honoraire des métropoles de Malines (1838) et de Paris (1841)
- Membre de l'Académie royale de Belgique (1837)
- Docteur en droit canon et en théologie en vertu d'un bref du pape Grégoire XVI (1833)
- Commandeur de l'ordre d'Isabelle la Catholique (1851)
- Commandeur de l'ordre du Christ de Portugal (1854)
- Officier de l'ordre de Léopold (1855)
- Officier de l'ordre de la Couronne de chêne (1861)
- Chevalier de troisième classe de l'ordre de l'Aigle rouge de Prusse (1853)
- Chevalier de l'ordre de la branche Ernestine de Saxe (1854)
- Chevalier de l'ordre de Guillaume de Hesse (1858)
- Chevalier de première classe de l'ordre de Saint-Michel de Bavière (1859)

## Quelques publications
- Considérations sur la liberté religieuse, par un Unioniste, Louvain, 1830.
- Historia philosophiae a mundi incunabulis usque ad Salvatoris adventum, hodierno discentium usui accommodata, Lovanii, 1832.
- Mémoire sur la part que le clergé de Belgique et spécialement les docteurs de l'Université de Louvain ont prise au concile de Trente, Bruxelles, 1841
- Universitas Catholica Belgii, Oratio quam die IV mensis novembris anni MDCCCXXXIV, in: aede metropolitana Mechliniensi habuit Petrus-Franc.-Xav. De Ram,... quum illustrissimus ac reverendissimus Dominus Engelbertus, archiepiscopus Mechliniensis primas Belgii oblato solemni ritu missae sacrificio Universitatem Catholicam inauguraret, Louvain, 1834, 16 nov.
- Disquisitio de dogmatica declaratione a theologis Lovaniensibus anno 1544 edita, Bruxelles : Hayez, 1841.
- Disquisitio historica de iis quae contra Lutherum Lovanienses theologi egerunt, anno MDXIX, dans : Nouveaux mémoires de l'Académie Royale des Sciences et Belles-Lettres de Bruxelles, Bruxelles, 1843, volume XVI, pp. 1-28.
- Documents relatifs aux troubles du pays de Liége sous les princes-évêques Louis de Bourbon et Jean de Horne, 1455-1505, Bruxelles, 1844
- Recherches sur les sépultures des ducs de Brabant à Louvain, Bruxelles, 1845
- Recherches sur l'histoire des comtes de Louvain et sur leurs sépultures à Nivelles (976-1095), Bruxelles, 1851
- Notice sur les sceaux des comtes de Louvain et des ducs de Brabant, Bruxelles 1852
- Hagiographie nationale. Vie des saints et des personnes d'une éminente piété qui ont vécu dans les anciennes provinces belges (2 vol.), Louvain, 1864-1868